# Quality Street (1937)
Quality Street ist ein US-amerikanischer Liebesfilm aus dem Jahr 1937 von RKO Radio Pictures, der in Österreich 1937 unter dem Titel In stillen Gäßchen anlief. Regie führte George Stevens und produziert wurde der Film von Pandro S. Berman. Der Film spielt im England des 19. Jahrhunderts und basiert auf der gleichnamigen Komödie von J. M. Barrie aus dem Jahr 1901. Das Drehbuch wurde von Allan Scott, Mortimer Offner und Jack Townley umgesetzt. Hauptdarsteller sind Katharine Hepburn und Franchot Tone. Nicht im Abspann erwähnt wird der Auftritt einer jungen Joan Fontaine, die gerade erst bei RKO Radio Pictures unterschrieben hatte.

## Handlung
1805 sind Junggesellen in der Quality Street rar gesät. Die zwanzigjährige Phoebe Throssel wird hellhörig, als einer davon, Dr. Valentin Browne, ihr etwas Wichtiges sagen will. Sowohl sie als auch ihre ältere Schwester Susan glauben, dass er einen von ihnen einen Antrag machen will. Doch es kommt anders: Brown erklärt, er habe sich freiwillig gemeldet, um für sein Land in den Napoleonischen Kriegen zu kämpfen. Susan verbirgt ihre Verzweiflung und Dr. Brown merkt nicht, dass Susan in ihn verliebt ist. Sie glaubt nun nicht mehr daran, dass sie jemals heiraten wird. Im Gegensatz dazu denkt das Dienstmädchen Patty, keine Schönheit und schon etwas älter, dass sie es schaffen kann.
In den nächsten zehn Jahren leiten die Throssels eine Schule für junge Mädchen und Jungen. Als Dr. Brown nach langer Zeit im Rang eines Captains zurückkehrt, lädt er die Schwestern zu einem Ball ein. Doch als er eine unpassende Bemerkung über Phoebes Aussehen macht, lehnt diese ab.
Um sich abzulenken, legt Phoebe ihre Alltagskleidung ab und schlüpft in ein wunderschönes Ballkleid. Als Brown dies zufällig sieht, behauptet Patty, es handele sich um Phoebes Nichte Livy. Er lädt sie zum Ball ein und Phoebe stimmt zu. Insgeheim schmiedet sie den Plan bei einem Antrag diesen abzulehnen, um es Brown heimzuzahlen. 
Auf dem Ball wird Phoebe von vielen Bewunderern umschwärmt. In den Tagen nach dem Ball verabredet sie sich mit all diesen Männern. Bei einem Picknick mit Brown beginnt es zu regnen. Brown trägt sie zu einem Salettl, doch statt nun seine Liebe zu gestehen, tadelt er sie für ihr flatterhaftes Verhalten und erklärt in Phoebe verliebt zu sein. 
Am nächsten Tag sind die Willoughbys zu Besuch, die schon lange vermuten, dass Livy und Phoebe dieselbe Person sind. Als Brown vorbeikommt, äußern sie diesen Verdacht. Er stellt Patty zur Rede und diese gesteht schließlich ihre Lüge. Schließlich tut Brown so, als würde er Livy in einem großen Gepäckstück nach Hause schaffen, um die neugierigen Nachbarn zu täuschen. Er schickt den Sergeant und Patty, die nun ein Paar sind, mit „Livy“ weg, damit die beiden etwas Zeit miteinander verbringen können. Brown geht schließlich ins Haus und umarmt Phoebe.

## Hintergrund
Bereits 1927 wurde von Sidney Franklin die Komödie als Stummfilm unter dem Titel Im stillen Gässchenfür Metro-Goldwyn-Mayer mit Marion Davies und Conrad Nagel in den Hauptrollen gedreht.
Die Neuverfilmung floppte an den Kinokassen und das Studio verlor 248.000 US-Dollar. Damit ist Quality Street einer der Filme mit Katharine Hepburn, die als Kassengift galten. Der Film wurde im US-amerikanischen Fernsehen selten gezeigt, bis TCM sich des Films annahmen. Mittlerweile existiert auch eine US-DVD von Warner Archive.
Roy Webbs Filmmusik wurde bei der 1938 für den Oscar nominiert.